# Ministri dell'interno della Slovenia
I ministri dell'interno della Slovenia dal 1990 ad oggi sono i seguenti.

## Lista
| Ministro             | Ministro         | Ministro             | Partito                         | Governo              | Inizio            | Fine              |
| -------------------- | ---------------- | -------------------- | ------------------------------- | -------------------- | ----------------- | ----------------- |
|                      |                  | Igor Bavčar          | Unione Democratica Slovena      | Governo Peterle      | 16 maggio 1990    | 14 maggio 1992    |
| Governo Drnovšek I   | 14 maggio 1992   | Igor Bavčar          | Unione Democratica Slovena      | 25 gennaio 1993      |                   |                   |
|                      |                  | Ivan Bizjak          | Democratici Cristiani Sloveni   | Governo Drnovšek II  | 25 gennaio 1993   | 8 giugno 1994     |
|                      |                  | Andrej Šter          | Indipendente                    | Governo Drnovšek II  | 8 giugno 1994     | 27 febbraio 1997  |
| Governo Drnovšek III | 27 febbraio 1997 | Andrej Šter          | Indipendente                    | 16 febbraio 1999     |                   |                   |
|                      |                  | Borut Šuklje         | Democrazia Liberale di Slovenia | Governo Drnovšek III | 24 marzo 1999     | 7 giugno 2000     |
|                      |                  | Peter Jambrek        | Democrazia Liberale di Slovenia | Governo Bajuk        | 7 giugno 2000     | 30 novembre 2000  |
|                      |                  | Rado Bohinc          | Socialdemocratici               | Governo Drnovšek IV  | 30 novembre 2000  | 19 dicembre 2002  |
| Governo Rop          | 19 dicembre 2002 | Rado Bohinc          | Socialdemocratici               | 3 dicembre 2004      |                   |                   |
|                      |                  | Dragutin Mate        | Indipendente                    | Governo Janša I      | 3 dicembre 2004   | 7 novembre 2008   |
|                      |                  | Katarina Kresal      | Democrazia Liberale di Slovenia | Governo Pahor        | 21 novembre 2008  | 10 agosto 2011    |
|                      |                  | Aleš Zalar           | Democrazia Liberale di Slovenia | Governo Pahor        | 2 settembre 2011  | 20 settembre 2011 |
|                      |                  | Vinko Gorenak        | Indipendente                    | Governo Janša II     | 10 febbraio 2012  | 27 febbraio 2013  |
|                      |                  | Gregor Virant        | Partito Democratico Sloveno     | Governo Bratušek     | 20 marzo 2013     | 18 settembre 2014 |
|                      |                  | Vesna Györkös Žnidar | Partito del Centro Moderno      | Governo Cerar        | 18 settembre 2014 | 13 settembre 2018 |